# Operacja Goodwood
Operacja Goodwood – brytyjska operacja ofensywna przeprowadzona podczas II wojny światowej, w dniach 18–20 lipca 1944 r. w ramach bitwy o Caen będącej częścią kampanii normandzkiej w północnej Francji. Celem operacji był ograniczony atak na południe, mający na celu zdobycie reszty obszaru miasta Caen oraz wzgórza Bourguébus. Co najmniej jeden historyk nazwał tę operację największą bitwą pancerną, jaką kiedykolwiek stoczyła armia brytyjska.
Operację Goodwood poprzedziły wstępne ataki, zwane później II bitwą o Odon. Ofensywa rozpoczęła się, gdy brytyjski VIII Korpus, w składzie trzech dywizji pancernych, zaatakował, aby przejąć wzgórze Bourguébus, obszar między Bretteville-sur-Laize, a Vimont i zadać Niemcom jak największe straty. 18 lipca brytyjski I Korpus przeprowadził natarcie w celu zabezpieczenia szeregu wiosek na wschodniej flance VIII Korpusu, a na zachodzie II Korpus Kanadyjski rozpoczął operację Atlantic, zsynchronizowaną z operacją Goodwood, aby zdobyć dzielnice Caen położone na południe od rzeki Orne. Kiedy operacja Goodwood zakończyła się 20 lipca, brytyjskie dywizje pancerne przedarły się przez zewnętrzną linię niemieckiej obrony i przesunęły się na odległość 11 km od pozycji wyjściowych, ale zatrzymały się przed wzgórzem Bourguébus.
Pomimo że operacja Goodwood nie osiągnęła swojego głównego celu ofensywnego, to zmusiła Niemców do dalszego utrzymywania potężnych formacji zmechanizowanych i pancernych naprzeciwko wojsk anglo-kanadyjskich na wschodniej flance frontu do chwili rozpoczęcia operacji Cobra, generalnego ataku armii amerykańskiej, który rozpoczął się 25 lipca, by ostatecznie przełamać niemiecką obronę w Normandii.

## Tło sytuacyjne

### Caen
Miasto Caen w Normandii już w dniu inwazji było celem brytyjskiej 3 Dywizji Piechoty, która wylądowała na plaży Sword 6 czerwca 1944 r. Zdobycie Caen nazwano najważniejszym celem D-Day wyznaczonym I Korpusowi gen. Johna Crockera. 2 Armia miała zabezpieczyć miasto, a następnie utworzyć linię frontu z Caumont-l’Éventé do południowo-wschodniej części Caen, aby zdobyć przestrzeń dla lotnisk polowych i chronić lewą flankę amerykańskiej 1 Armii gen. Omara Bradleya, gdy ta będzie atakować w stronę Cherbourga. Kontrolowanie Caen i jego okolic dawałoby 2 Armii dogodną bazę wypadową dla uderzeń na południe mających na celu zdobycie Falaise, które mogłoby zostać wykorzystane jako oś obrotu w lewo, aby nacierać dalej do Argentan, a następnie w kierunku rzeki Touques. Teren pomiędzy Caen i Vimont był szczególnie obiecujący – otwarty, suchy i sprzyjający operacjom mobilnym. Ponieważ siły alianckie znacznie przewyższały liczebnie Niemców w czołgach i pojazdach opancerzonych, możliwość wykonania szybkiego natarcia pancernego zdawała się świadczyć na ich korzyść.
Hamowana przez zatłoczenie przyczółka i zmuszona do odwrócenia wysiłku w celu zaatakowania silnie obsadzonych pozycji niemieckich wzdłuż piętnastokilometrowej trasy prowadzącej do miasta, 3 Dywizja Piechoty nie była w stanie zaatakować Caen w dniu inwazji i została zatrzymana na jego rogatkach. Porzucając bezpośredni atak na miasto, 7 czerwca I i XXX Korpus przeprowadziły operację Perch, dwutorowy atak oskrzydlający, który miał okrążyć Caen od wschodu i zachodu. I Korpus, uderzając na południe z przyczółka nad rzeką Orne, został zatrzymany przez 21 Dywizję Pancerną, zaś atak XXX Korpusu utknął przed Tilly-sur-Seulles, na zachód od Caen, naprzeciwko Dywizji Panzer Lehr. 7 Dywizja Pancerna, złożona z weteranów walk w Afryce Północnej (szczury pustyni), przecisnęła się przez lukę w niemieckiej linii frontu i próbowała zdobyć miasto Villers-Bocage na niemieckich tyłach. Bitwa o Villers-Bocage spowodowała spektakularne zniszczenie szpicy 7 Dywizji Pancernej i wycofanie się resztek brytyjskich wojsk z miasta, ale do 17 czerwca Dywizja Panzer Lehr również musiała się cofnąć, a XXX Korpus zdobył Tilly-sur-Seulles. Brytyjczycy przełożyli plany dalszych operacji ofensywnych, w tym drugiego ataku 7 Dywizji Pancernej, gdy 19 czerwca nad kanałem La Manche rozszalała się potężna burza. Trwała przez trzy dni, znacznie opóźniając działania Sprzymierzonych. Większość statków transportujących kolejne jednostki i zaopatrzenie została już na morzu zawrócona z powrotem do portów w Wielkiej Brytanii; holowane barki i inne ładunki (w tym 4 km „drogi żelaznej” dla portów Mulberry) zostały utracone, a na plażach w Normandii zatrzymano 800 jednostek, aż do następnych transportów w lipcu.

### Epsom, Windsor i Charnwood
Po kilku dniach od ustania sztormów, 26 czerwca Brytyjczycy rozpoczęli operację Epsom. Nowo przybyły VIII Korpus gen. Richarda O’Connora miał zaatakować na zachód od Caen, na południe przez rzeki Odon i Orne oraz zająć rejon wzgórz w pobliżu Bretteville-sur-Laize, otaczając miasto. Atak został poprzedzony mniejszą operacją Martlet, mającą na celu zabezpieczenie flanki VIII Korpusu poprzez zdobycie wzniesienia po prawej stronie osi natarcia. Niemcom udało się powstrzymać ofensywę, angażując całą swoją siłę, w tym dwie dywizje pancerne, które właśnie przybyły do Normandii, przeznaczone na kontrofensywę przeciwko brytyjskim i amerykańskim pozycjom wokół Bayeux. Kilka dni później 2 Armia przeprowadziła frontalny atak na Caen w ramach operacji Charnwood. Wcześniej odbyła się jeszcze operacja Windsor, mającą na celu zdobycie lotniska w Carpiquet na obrzeżach Caen. Do 9 lipca dzielnice Caen na północ od rzek Orne i Odon zostały zdobyte, ale siły niemieckie zachowały pozycje na południowym brzegu i w szeregu ważnych lokalizacji, w tym huty stali Colombelles, której wysokie kominy górowały nad całą okolicą.

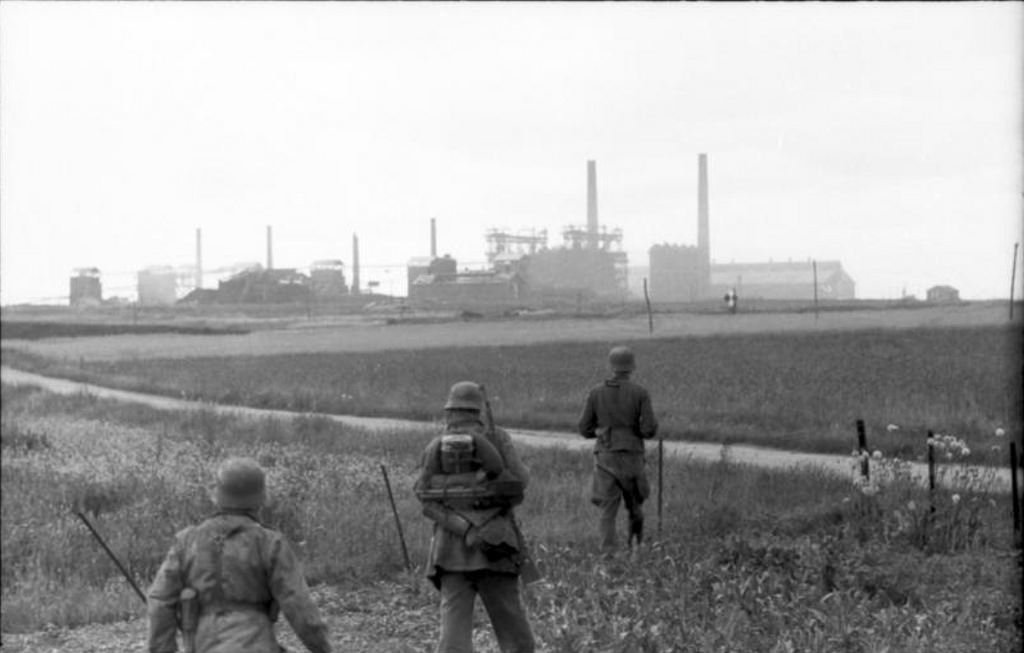
Niemiecki patrol zmierza w kierunku huty w Colombelles. Wysokie kominy zajmowane przez niemieckich obserwatorów są widoczne na drugim planie

Krótko po zdobyciu północnej części Caen podczas operacji Charnwood, Brytyjczycy przeprowadzili rajd na kompleks hutniczy Colombelles na północny wschód od miasta, który zakończył się porażką. Obszar fabryki pozostawał w rękach niemieckich, a wysokie kominy stanowiły doskonałe punkty widokowe na przyczółek Orne. O godzinie 1:00 w nocy 11 lipca elementy 153 Brygady Piechoty Górskiej, wspierane przez czołgi M4 Sherman ze 148 Pułku Królewskiego Korpusu Pancernego ruszyły na niemieckie pozycje. Chodziło o zapewnienie osłony saperom z Królewskich Wojsk Inżynieryjnych, którzy mieli wysadzić kominy i wycofać się. O 5:00 rano siły brytyjskie zostały jednak zaatakowane z zaskoczenia przez czołgi Tygrys i zmuszone do wycofania się po utracie dziewięciu maszyn. 2 Armia rozpoczęła dwie wstępne operacje; według Montgomery’ego ich celem było: 

nieustanne wiązanie wroga walką; mamy spisać na straty jego piechotę i po prostu musimy zabijać Niemców

 Historyk Terry Copp uważa, że w tym momencie kampania w Normandii stała się wojną na wyczerpanie.

### Montgomery
10 lipca gen. Bernard Montgomery, dowódca alianckich sił lądowych w Normandii, spotkał się w swojej kwaterze głównej z gen. Dempseyem i gen. Bradleyem. Omówili tam wspólne działania 21 Grupy Armii po zakończeniu operacji Charnwood i niepowodzeniu pierwszej ofensywy armii amerykańskiej. Montgomery zatwierdził operację Cobra, atak, który miał zostać przeprowadzony przez amerykańską 1 Armię 18 lipca na zachodnim odcinku frontu. Nakazał wtedy Dempseyowi 

ciągłe napieranie na wroga: przyciąganie do siebie niemieckich sił, zwłaszcza pancernych, aby ułatwić natarcie wojskom Brada

Na początku lipca Montgomery został poinformowany przez Adiutanta Sztabu Generalnego, gen. Ronalda Adama, że z powodu niedoboru siły ludzkiej w Wielkiej Brytanii pula rezerw w celu utrzymania pełnych stanów jednostek piechoty została praktycznie wyczerpana. Dempsey zaproponował atak w wykonaniu wyłącznie dywizji pancernych, co było sprzeczne z taktyką Montgomery’ego polegającą na tym, aby nigdy nie stosować sił niezbalansowanych pod względem składu czołgów i piechoty. Do połowy lipca 2 Armia miała na przyczółku 2250 czołgów średnich i 400 czołgów lekkich, z których 500 było w rezerwie na pokrycie strat. Element pancerny 2 Armii składał się z Dywizji Pancernej Gwardii Irlandzkiej, 7 Dywizji Pancernej i 11 Dywizji Pancernej oraz 4 Brygady Pancernej, 8 Brygady Pancernej, 27 Brygady Pancernej i 33 Brygady Pancernej, 31 i 34 Brygady Czołgów oraz kanadyjskiej 2 Brygady Pancernej.
O godz. 10:00 13 lipca Dempsey spotkał się z Crockerem, gen. Simondsem z II Korpusu Kanadyjskiego i O’Connorem. Później tego samego dnia wydano pierwsze pisemne rozkazy dotyczące Operacji Goodwood – nazwanej na cześć odbywających się w Anglii wyścigów konnych Glorious Goodwood. Dokument zawierał tylko wstępne instrukcje i ogólne zamiary; miało to stymulować szczegółowe planowanie i przedstawienie alternatywnych pomysłów. Rozkaz został także wysłany do planistów w Wielkiej Brytanii, którzy mieli zapewnić wsparcie lotnicze dla operacji. Kiedy VIII Korpus zgromadził się w Normandii w połowie czerwca, sugerowano, aby użyć go do ataku poza przyczółkiem Orne, aby oskrzydlić Caen ze wschodu, ale operacja Dreadnought została anulowana, gdy Dempsey i O’Connor zwątpili w możliwość jej powodzenia.

## Preludium

### Plan Goodwood
W zarysie operacji Goodwood, VIII Korpus z trzema dywizjami pancernymi miał atakować na południe od przyczółka Orne. 11 Dywizja Pancerna miała przejść na południowy zachód przez wzgórze Bourguébus i drogę Caen–Falaise, w kierunku Bretteville-sur-Laize. Dywizja Pancerna Gwardii Irlandzkiej miała uderzyć na południowy wschód, aby zdobyć Vimont i Argence, a 7 Dywizja Pancerna miała przeć na południe w kierunku Falaise. 3 Dywizja Piechoty, wspierana przez część 51 Dywizji Piechoty Highland miała zabezpieczyć wschodnią flankę, zajmując obszar wokół Émiéville, Touffréville i Troarn. II Korpus Kanadyjski jednocześnie przeprowadzić miał operację Atlantic, atak wspierający na zachodniej flance VIII Korpusu, aby zdobyć dzielnice Caen na południe od rzeki Orne. Operacje brytyjskie i kanadyjskie zostały wstępnie zaplanowane na 18 lipca, a Cobra została przełożona o dwa dni, aby umożliwić 1 Armii zabezpieczenie linii startowej wokół Saint-Lô.
Szczegółowe planowanie rozpoczęło się w piątek 14 lipca, ale następnego dnia Montgomery wydał pisemną dyrektywę nakazującą Dempseyowi zmianę planu z „głębokiego wyłomu” na „ograniczony atak”. Przewidując, że Niemcy będą zmuszeni wezwać rezerwy pancerne, zamiast ryzykować przerwaniem frontu przez brytyjskie siły pancerne, VIII Korpus otrzymał polecenie „zaatakowania niemieckich dywizji pancernych w bitwie i zadania im takich strat, że nie będą już stanowić dla Niemców żadnej wartości”. Miano wykorzystać każdą okazję, aby rozszerzyć pozycje 2 Armii – w rozkazach stwierdzono, że „zwycięstwo na wschodniej flance pomoże nam [Brytyjczykom] osiągnąć to, czego chcemy na zachodniej flance”, aby nie eksponować jej roli „twardego bastionu”, od którego zależy sukces nadchodzącej ofensywy amerykańskiej. Cele trzech dywizji pancernych zostały zmienione, aby „opanować obszar Bourguébus–Vimont–Bretteville”, chociaż zamierzano, aby „pojazdy pancerne atakowały daleko na południe w kierunku Falaise, potęgując chaos i przerażenie w szeregach wroga”. Cele II Korpusu Kanadyjskiego pozostały niezmienione i podkreślono, że są one niezbędne, dopiero po ich realizacji VIII Korpus wbiłby się w niemieckie pozycji, jak wymaga tego sytuacja”.
11 Dywizja Pancerna miała poprowadzić natarcie, osłonić flankę Cagny i zdobyć Bras, Hubert-Folie, Verrières i Fontenay-le-Marmion. Jej brygada pancerna miała ominąć większość wiosek w okolicy, pozostawiając je do oczyszczenia przez kolejne fale uderzeniowe. 159 Brygada Piechoty początkowo miała działać niezależnie od reszty dywizji i zdobyć Cuverville oraz Démouville. Dywizja Pancerna Gwardii Irlandzkiej, idąca za 11 Dywizją Pancerną, miała opanować Cagny i Vimont. Począwszy od ostatniego miejsca, 7 Dywizja Pancerna miała przemieścić się na południe poza rogatki Garcelles-Secqueville. Od tego momentu dalsze natarcia dywizji pancernych miały być prowadzone tylko na rozkaz Dempseya. Szczegółowe rozkazy dla II Korpusu Kanadyjskiego zostały wydane dzień później; miała ona zdobyć Colombelles, pozostałą część Caen, a następnie być gotową do przejścia w stronę silnie bronionego wzgórza Verrières. Gdyby front niemiecki upadł, należałoby rozważyć głębsze natarcie.
Wywiad 2 Armii ustalił korzystną ocenę pozycji nieprzyjaciela, z którymi miały zetknąć się wojska atakujące w operacji Goodwood, chociaż trzeba było wnioskować na podstawie niezbyt jednoznacznego rozpoznania lotniczego. Uważano, że niemiecka linia obronna składa się z dwóch pasów o głębokości do 6,4 km. Brytyjczycy świadomi, że Niemcy spodziewają się dużego ataku z przyczółka Orne, spodziewali się oporu 16 Dywizji Polowej Luftwaffe, wzmocnionej przez 25 Pułk 12 Dywizji Pancernej SS „Hitlerjugend”. Rozpoznanie elektromagnetyczne potwierdziło, że 12 Dywizja Pancerna SS została przeniesiona do rezerwy i chociaż było trudnym do odkrycia, że 25 Pułk nie był z 16 Dywizją Luftwaffe, która również została umieszczona w rezerwie, to przeoczenie zostało naprawione przed 18 lipca. Grupy bojowe 21 Dywizji Pancernej z około 50 czołgami Panzer IV i 34 działami szturmowymi Sturmgeschütz IV spodziewano się zastać w pobliżu drogi krajowej 13. 1 Dywizja Pancerna SS „Leibstandarte SS Adolf Hitler” została zidentyfikowana w rezerwie z około 40 czołgami Pantera i 60 Panzer IV oraz obecnością utworzono dwa bataliony czołgów ciężkich wyposażonych w czołgi Tygrys. Niemiecką siłę pancerną oszacowano na 230 czołgów, a siłę artylerii na 300 dział polowych i przeciwpancernych. 2 Armia uważała, że 90 armat Niemcy rozstawili w środkowej strefie bitwy, 40 po bokach i 20 w obronie linii kolejowej Caen–Vimont. Brytyjczycy uważali, że niemiecka linia artyleryjska znajduje się także na wzgórzu Bourguébus, ale jej siła i dokładne pozycje dział były nieznane.

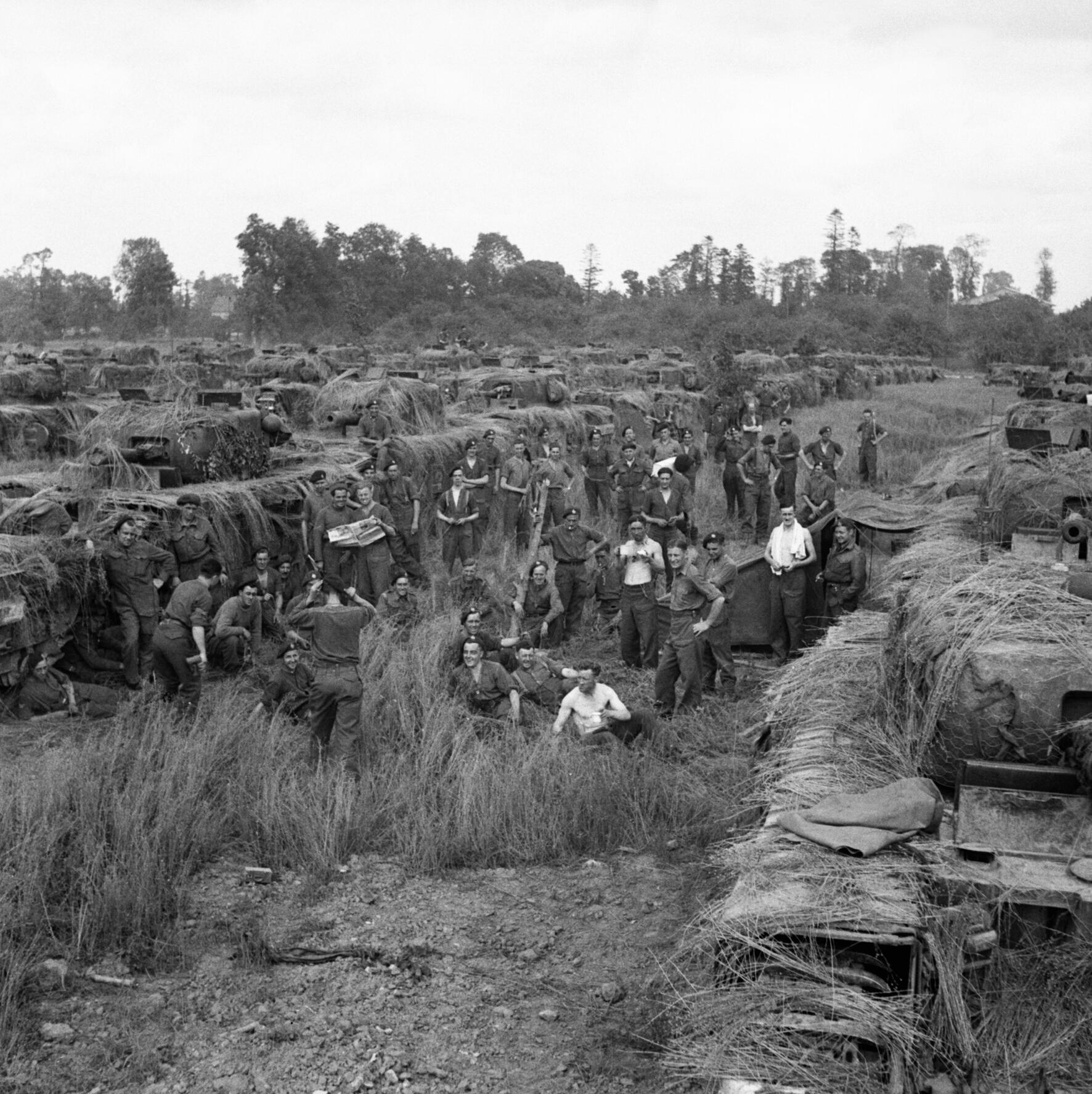
Zakamuflowane czołgi Churchill z 31 Brygady Pancernej, które nie brały udziału w operacji Goodwood. Widoczne wysiłki podjęte w Normandii przez załogi w celu ukrycia czołgów przed niemieckimi obserwatorami artyleryjskimi

Aby zamaskować swoje cele operacyjne, 2 Armia zainicjowała plan zmylenia wroga, który obejmował ataki dywersyjne rozpoczęte przez XII i XXX Korpus. Trzy dywizje pancerne przemieszczały się na swoje pozycje wyjściowe tylko w nocy i przy ciszy radiowej; ogień artyleryjski służył do zagłuszenia hałasu silników czołgów. W ciągu dnia starano się ukryć nowe pozycje stosując różne formy maskowania.
Na wsparcie artyleryjskie operacji Goodwood przydzielono 760 dział i 297 600 sztuk amunicji. Składało się na nie 456 armat polowych z 19 pułków polowych, 208 średnich dział z 13 pułków artylerii średniej, 48 ciężkich armat z 3 pułków artylerii ciężkiej i 48 ciężkich dział przeciwlotniczych z dwóch pułków ciężkich dział przeciwlotniczych. Artyleria została dostarczona przez I, VIII, XII Korpus i II Korpus Kanadyjski, a także kanadyjską 2 i 4 Armijną Grupę Artylerii Królewskiej. Każdej armacie polowej przydzielono 500 pocisków, każdemu średniemu działu 300, a każdej ciężkiej haubicy 150. Przed atakiem miały one próbować stłumić niemieckie pozycje artylerii przeciwpancernej i polowej, a podczas ataku zapewnić 11 Dywizji Pancernej ogień osłonowy. Działa pomagać miały także w atakach 3 Dywizji Piechoty i kanadyjskiej 2 Dywizji Piechoty oraz prowadzić miały ostrzał konkretnych celów na bezpośrednie wezwanie. Dodatkowe wsparcie zapewnić miały trzy okręty Royal Navy, których celem były niemieckie baterie dział znajdujące się w pobliżu wybrzeża w rejonie Cabourgu i Franceville.

Czołgi Cromwell poruszające się po York Bridge, moście Baileya zbudowanym nad kanałem Caen i rzeką Orne

Oddziały inżynieryjne 2 Armii, I i VIII korpusu oraz inżynierowie dywizji pracowali w dniach 13–16 lipca przy budowie sześciu dróg z zachodniego brzegu rzeki Orne do linii wyjściowych na wschód od rzeki Orne i kanału Caen. Inżynierowie z I Korpusu wzmocnili istniejące mosty i zbudowali dwa nowe w poprzek Orne oraz kanału. Inżynierowie mieli również zbudować kolejne dwa mosty do końca pierwszego dnia operacji. II Korpus Kanadyjski planował zbudować maksymalnie trzy mosty przez Orne tak szybko, jak to możliwe, aby dać możliwość I i VIII Korpusowi przekroczenia rzeki i kanału na północ od Caen. Inżynierom z 51 Dywizji Piechoty Highland, z niewielkim oddziałem 3 Dywizji Piechoty, nakazano przedostać się na niemieckie pole minowe przed 51 Dywizją. Zostało to w dużej mierze osiągnięte w nocy z 16 na 17 lipca, kiedy saperzy usunęli i oznaczyli czternaście luk. Do rana 18 lipca ukończono oznaczanie 19 przejść o szerokości 12 m, z których każda przysługiwała jednemu pułkowi pancernemu.
Brygada piechoty 11 Dywizji Pancernej, z dowództwem dywizji i 29 Brygady Pancerną wkroczyła na przyczółek Orne w nocy z 16 na 17 lipca, a reszta dywizji przekroczyła rzekę następnego wieczora. Żołnierze Dywizji Pancernej Gwardii Irlandzkiej i 7 Dywizja Pancerna były trzymane na zachód od rzeki, aż do chwili rozpoczęcia operacji. Gdy ostatnie elementy 11 Dywizji Pancernej przesunęły się na swoje pozycje wyjściowe, a kwatera główna VIII Korpusu stanęła w Bény-sur-Mer, wybito kolejne luki w polach minowych, wyznaczono sektory ataku oraz trasy, które należy oznaczyć białą taśmą.

### Alianckie siły powietrzne
Po ukończeniu wstępnego ostrzału artyleryjskiego, 2 077 ciężkich i średnich bombowców Royal Air Force i United States Army Air Forces miały zaatakować w trzech falach, podczas największego nalotu zainicjowanego w ramach bezpośredniego wsparcia sił lądowych w dotychczasowym przebiegu kampanii. Szybkość była istotną częścią planu Goodwood i liczono na to, że bombardowanie z powietrza utoruje drogę 11 Dywizji Pancernej, która szybko zdobędzie wzgórze Bourguébus. Dempsey wierzył, że jeśli operacja się powiedzie, jego czołgi będą na szczycie do popołudnia pierwszego dnia operacji, dzięki czemu można będzie odwołać drugi atak ciężkich bombowców zaplanowany na popołudnie; chociaż miało to bezpośrednio wspierać postęp w natarciu w kierunku wzgórza, dowódca obawiał się, że 11 Dywizja Pancerna może zostać opóźniona w oczekiwaniu na nalot. Wsparcie lotnicze dla operacji Goodwood miała zapewnić 83 Grupa Bombowa RAF, której postawiono za zadanie zneutralizowanie niemieckich pozycji na flankach VIII Korpusu, punktów umocnionych, takich jak wioska Cagny, niemieckie pozycje strzeleckie, osłabienie rezerw oraz paraliżowanie ruchu niemieckich oddziałów na froncie i na tyłach. Każdej kwaterze dowództwa brygady w VIII Korpusie przydzielono oficera lotnictwa do koordynacji ataków z powietrza.

### Niemieckie przygotowania obronne
Niemcy uważali rejon Caen za podstawę swoich pozycji w Normandii i byli zdecydowani utrzymać łuk obronny od kanału La Manche do zachodniego brzegu Orne za wszelką cenę. 15 lipca niemiecki wywiad wojskowy Abwehra ostrzegł Panzergruppe West, że po 17 lipca prawdopodobny jest brytyjski atak z przyczółka Orne. Uważano, że Brytyjczycy uderzą na południowy wschód w kierunku Paryża. Gen. Heinrich Eberbach, dowódca Panzergruppe West, stworzył plan obronny ze szczegółami dopracowanymi przez dowódców jego dwóch korpusów i sześciu dowódców dywizji. Zbudowano perymetr o głębokości co najmniej 16 km, ułożony w cztery linie obronne. Wioski w pasie obrony zostały ufortyfikowane, a działa przeciwpancerne rozmieszczone wzdłuż ich południowych i wschodnich krańców. Aby umożliwić czołgom swobodne poruszanie się w obrębie pasa, Niemcy postanowili nie tworzyć pól minowych złożonych z min przeciwpancernych pomiędzy każdą linią obrony. 16 lipca nieliczne samoloty Luftwaffe wykonały kilka lotów zwiadowczych nad frontem brytyjskim, ale większość z nich została odparta przez ogień przeciwlotniczy. Jednak gdy zapadł zmrok, samolotom wyposażonym w aparaturę fotograficzną udało się wykonać zdjęcia w świetle flar. Fotografie ujawniły ruch wojsk brytyjskich nad Orne tylko w jednym kierunku, w stronę przyczółka. Później tego samego dnia brytyjski myśliwiec Spitfire został zestrzelony nad niemieckimi liniami podczas fotografowania nieprzyjacielskich linii obronnych; brytyjska artyleria i myśliwce próbowały następnie zniszczyć wrak samolotu bez powodzenia.

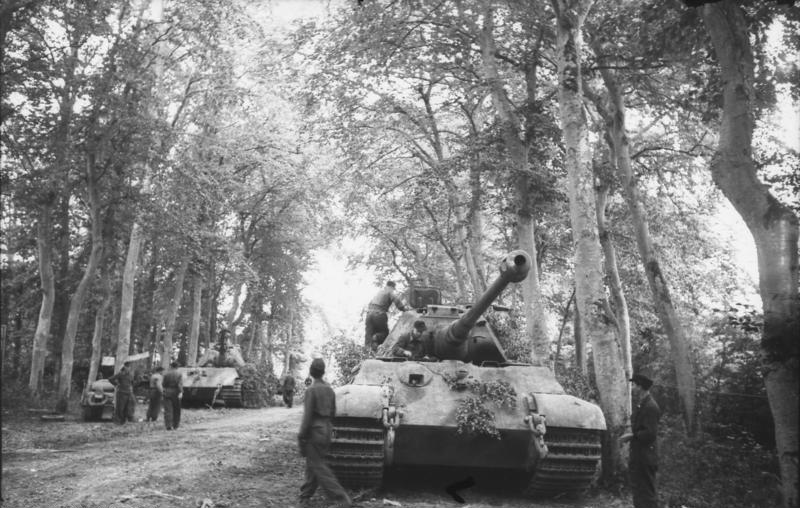
Tygrysy Królewskie należące do 503. batalionu czołgów ciężkich ukrywają się przed lotniczym rozpoznaniem aliantów

LXXXVI Korpus, wzmocniony znacznymi siłami artylerii, utrzymywał linię frontu. 346 Dywizja Piechoty została okopana na pozycjach od wybrzeża do obszaru na północ od Touffreville, a zubożona 16 Dywizja Polowa Luftwaffe objęła następny odcinek z Touffreville do Colombelles. Kampfgruppe von Luck, grupa bojowa stworzona na bazie 125 Pułku Grenadierów Pancernych z 21 Dywizji Pancernej, została umieszczona za tymi siłami z około 30 działami pancernymi. Elementy pancerne 21 Dywizji Pancernej, wzmocnione 503 batalionem czołgów ciężkich, w skład którego wchodziło dziesięć Tygrysów Królewskich, znajdowały się na północny wschód od Cagny, aby wspierać ludzi von Lucka i działać jako rezerwa ogólna oraz reszta dywizji pancernych z holowanymi działa przeciwpancernymi i działa pancernymi, dla których wykopano stanowiska pośród wiosek równiny Caen. Zwiad 21 Dywizji i bataliony pierwszoliniowe zostały rozlokowane na wzgórzu Bourguébus, aby chronić artylerię korpusu, która składała się z około 48 dział polowych i średnich oraz takiej samej liczby wyrzutni rakiet Nebelwerfer. LXXXVI Korpus miał 194 dział, 272 Nebelwerferów oraz 78 dział przeciwlotniczych i przeciwpancernych 88 mm. Jedna bateria czterech osiemdziesiątek ósemek z 2 Pułku Artylerii Przeciwlotniczej została rozmieszczona w Cagny, zaś we wsiach wzdłuż wzgórza Bourguébus rozstawiono perymetr czterdziestu czterech dział 88 mm z 200. batalionu niszczycieli czołgów. Większość artylerii LXXXVI Korpusu znajdowała się za wzgórzem Bourguébus, pokrywając zasięgiem ostrzału drogę Caen–Falaise.
Naprzeciwko Caen na zachód od drogi Caen–Falaise stał I Korpus Pancerny SS. 14 lipca elementy 272 Dywizji Piechoty przejęły obronę Vaucelles od 1 Dywizji SS „Leibstandarte Adolf Hitler”, która przeniosła się do lokalnej rezerwy pomiędzy wioską Ifs, a wschodnim brzegiem Orne. Następnego dnia 12 Dywizja Pancerna SS „Hitlerjugend” została oddelegowana do rezerwy Oberkommando der Wehrmacht (OKW) w celu reorganizacji i przyjęcia uzupełnień oraz – na osobisty rozkaz Adolfa Hitlera – aby oczekiwać w gotowości na odparcie spodziewanego drugiego lądowania aliantów pomiędzy ujściem rzeki Orne i Sekwany. Dywizjon pułku artyleryjskiego i batalion przeciwlotniczy pozostały w tyle, aby wesprzeć 272 Dywizję Piechoty, zaś dwie grupy bojowe zostały oddzielone od dywizji. Kampfgruppe Waldmüller zostało przeniesione w okolice Falaise, a Kampfgruppe Wünsche do Lisieux, 40 km na wschód od Caen. Chociaż później Kampfgruppe Waldmüller otrzymało rozkaz ponownego przyłączenia się do reszty dywizji w Lisieux, 17 lipca Eberbach wstrzymał ten manewr.

### II bitwa o Odon

#### Operacja Greenline
Operacja Greenline została przeprowadzona przez XII Korpus wieczorem 15 lipca, a 15 Szkocka Dywizja Piechoty wzmocniona przez brygadę 53 Walijskiej Dywizji Piechoty, 34 Brygadę Czołgów, 43 Dywizję Piechoty Wessex i 53 Walijską Dywizję Piechoty bez jednej brygady. Operacja Greenline miała na celu przekonanie niemieckiego dowództwa, że główny atak brytyjski zostanie przeprowadzony na zachód od Orne, poprzez pozycje zajmowane przez XII Korpus, a także zlikwidowanie 9 i 10 Dywizji Pancernej SS, aby nie mogły przeciwstawić się operacji Goodwood ani operacji Cobra. Wspierany przez 450 dział, wykorzystując „sztuczne światło księżyca”, brytyjski atak zaczął się z powodzeniem, pomimo zamieszania spowodowanego przez niemiecki ostrzał artyleryjski. Do świtu XII Korpus zdobył kilka celów, w tym dużą część Wzgórza 113, choć silniej umocnione Wzgórze 112 pozostało w rękach nieprzyjaciela. Angażując do walki 9 Dywizję Pancerną SS, Niemcy zdołali pod koniec dnia w dużej mierze przywrócić linię obrony, chociaż kontratak na Wzgórze 113 nie powiódł się. Następnego dnia ataki XII Korpusu nie odniosły już skutku i wieczorem 17 lipca operacja została zakończona, a siły brytyjskie ze Wzgórzu 113 wycofane.

#### Operacja Pomegranate

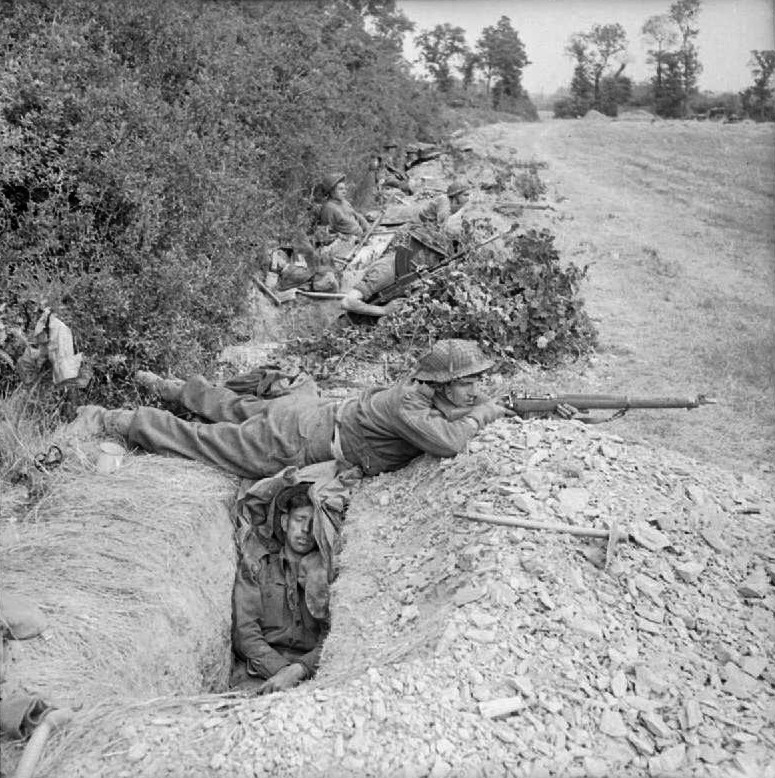
16 lipca 1944 r. brytyjska piechota zajmuje okopy szczelinowe między Wzgórzem 112, a Wzgórzem 113

Operacja Pomegranate rozpoczęła się 16 lipca. W jej ramach XXX Korpus miał przejąć kilka ważnych wiosek. Pierwszego dnia brytyjska piechota zajęła jeden z kluczowych celów i wzięła 300 jeńców, ale następnego dnia doszło do wielu nierozstrzygniętych walk na obrzeżach Noyers-Bocage, w które zostały zaangażowane elementy 9 Dywizji Pancernej SS. Mimo że Brytyjczycy przejęli kontrolę nad stacją kolejową i wzniesieniem poza wioską, samo Noyers-Bocage pozostało w rękach niemieckich.
Dwie wstępne operacje kosztowały 2 Armię 3,5 tys. ofiar bez żadnych znaczących zdobyczy terytorialnych, ale operacje Greenline i Pomegranate odniosły strategiczny sukces. W reakcji na zagrożenie w dolinie Odon, Niemcy zatrzymali 2 Dywizję Pancerną i 10 Dywizję Pancerną SS na linii frontu i odwołali 9 Dywizję Pancerną SS z rezerwy korpusu. Niemcy ponieśli około 2 tys. ofiar. Historyk Terry Copp napisał, że te walki były „jednym z najkrwawszych starć w kampanii normandzkiej”. Późnym popołudniem 17 lipca patrolujący okolicę brytyjski Spitfire zauważył niemiecki samochód sztabowy na drodze w pobliżu miejscowości Sainte-Foy-de-Montgommery i zaatakował go. Wśród jego pasażerów był feldmarsz. Erwin Rommel, dowódca Grupy Armii B, który został poważnie raniony, co pozostawiło niemieckie wojska w Normandii tymczasowo bez dowódcy.

## Bitwa

### 18 lipca
Australijski korespondent wojenny Chester Wilmot opisał rozpoczęcie operacji Goodwood następującymi słowami: 

Przez czterdzieści pięć minut procesja bombowców przechodziła nad nami bez chwili przerwy, a kiedy samoloty zniknęły, grzmot dział wybrzmiał i wypełniał powietrze, gdy artyleria kontynuowała ostrzał

Krótko przed świtem 18 lipca 51 Dywizja Piechoty Highland na południu przyczółka Orne cicho wycofała się z linii frontu na odległość 800 m. O godz. 05:45, 1056 bombowców Handley Page Halifax i Avro Lancaster lecących na wysokości 910 m zrzuciło 4900 ton bomb w okolicach huty Colombelles, na pozycje 21 Dywizji Pancernej i na wioskę Cagny, niszcząc połowę jej zabudowy. O godz. 06:40 brytyjska artyleria otworzyła ogień, a dwadzieścia minut później przybyła druga fala bombowców. Z wysokości 3 tys.–4 tys. metrów amerykańskie Marudery B-26 zrzuciły 572 ton bomb kasetowych na pozycje 16 Dywizji Polowej Luftwaffe, podczas gdy myśliwce bombardujące atakowały niemieckie punkty umocnione i stanowiska broni ciężkiej. Podczas 45-minutowego bombardowania żołnierze i czołgi 11 Dywizji Pancernej przesunęły się z obszarów koncentracji w kierunku linii wyjściowej. Godzinę H ustalono na 7:45 i zgodnie z planem artyleria przeszła do ostrzału nękającego, który zapewniał osłonę 11 Dywizji Pancernej.

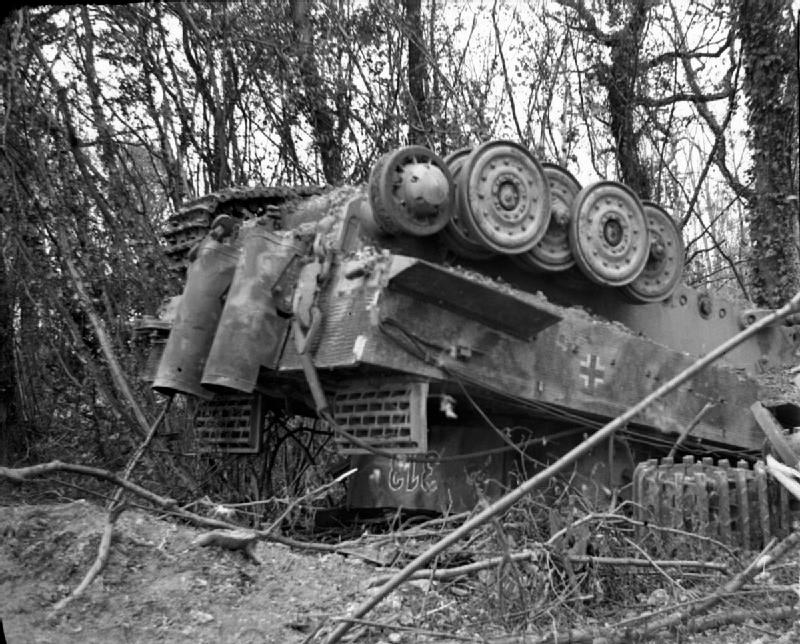
Przewrócony w wyniku alianckiego bombardowania czołg Tygrys z 3. kompanii 503. batalionu czołgów ciężkich pod Manneville-sur-Risle. Trzej członkowie załogi przeżyli

Gdy dywizja ruszyła do natarcia, artyleria otworzyła ogień w stronę wiosek Cuverville, Démouville, Giberville, Liberville, Cagny oraz Émiéville, a także celów wysuniętych tak daleko na południe, jak Garcelles-Secqueville, Secqueville, czy Marcilly-la-Campagne. Piętnaście minut później amerykańskie ciężkie bombowce zrzuciły 1 360 ton bomb kasetowych w rejonie Troarn i na głównej niemieckiej linii obronnej na wzgórzu Bourguébus. Ze wszystkich trzech fal zestrzelonych zostało tylko 25 bombowców, wszystkie przez niemiecki ogień przeciwlotniczy. Wsparcie lotnicze dla operacji zostało następnie przekazane 800 myśliwcom bombardującym 83 i 84 Grupy Bombowej RAF.
Bombardowanie sprawiło, że 22 Pułk Pancerny i 3. kompania z 503. batalionu czołgów ciężkich zostały tymczasowo wyłączone z działań bojowych z powodu licznych, różnego rodzaju uszkodzeń czołgów. Niektóre zostały unieruchomione, inne zniszczone, a dwadzieścia znaleziono później porzuconych w kraterach bombowych. Większość pozycji niemieckich na linii frontu została zneutralizowana, a pozostali przy życiu pozostali obrońcy byli „oszołomieni i zdezorientowani”. Jednak unoszący się pył i dym ograniczyły załogom bombowców możliwość zidentyfikowania wszystkich celów, a niektóre stanowiska na obrzeżach stref bombardowania pozostały całkiem nietknięte. Cagny i Émiéville zostały w dużej części zniszczone, ale większość obrońców nie odniosła szkód i odzyskała sprawność psychofizyczną na czas, by stawić czoła brytyjskiemu atakowi – obie z tych miejscowości miały doskonale rozstawione linie ognia ze strefami ostrzału na trasie, którą mieli podążać Brytyjczycy. 503. batalion czołgów ciężkich zebrał się bardzo szybko, a żołnierze przystąpili do wykopywania czołgów. Na wzgórzu Bourguébus wiele pozycji obronnych zostało zniszczonych przez bombardowanie, ale większość dział artyleryjskich i przeciwpancernych pozostała nienaruszona.

To było piekło i wciąż jestem zdumiony, że je przeżyłem. Przez pewien czas byłem nieprzytomny po tym, jak bomba wybuchła tuż przed moim czołgiem, prawie grzebiąc mnie żywcem

 – tak płk Freiherr von Rosen opisywał bombardowanie, które przeżył, ukrywając się pod swoim czołgiem.
Do godz. 8:05 2 Pułk Fife and Forfar Yeomanry oraz 3 Królewski Pułk Pancerny 29 Brygady Pancernej przeszły przez pola minowe, by dotrzeć do linii kolejowej Caen–Troarn. Pierwsza faza nękającego ostrzału artyleryjskiego zakończyła się o 8:30, kiedy to wziętą do niewoli liczbę jeńców z 16 Dywizji Polowej Luftwaffe znacznie zawyżono. Zanim artyleria wznowiła ostrzał o 8:50, tylko pierwszy pułk pancerny i część drugiego przeszła przez linię niemieckiej obrony. Chociaż opór był nadal minimalny i wzięto więcej jeńców, oba pułki walczyły, aby nadążyć za ostrzałem i wycofywały się z zasięgu wsparcia swoich rezerw. Zgodnie z planem o godz. 9:00 ostrzał został zakończony, a 35 minut później szwadrony prowadzące dotarły do linii kolejowej Caen–Vimont. W rezerwie 23 Pułku Huzarów udało się oczyścić pierwszą linię kolejową, ale później uwikłali się w półtoragodzinną walkę z baterią dział samobieżnych 200. batalionu szturmowego, którego działa pancerne zostały pomylone z czołgami Tygrys.

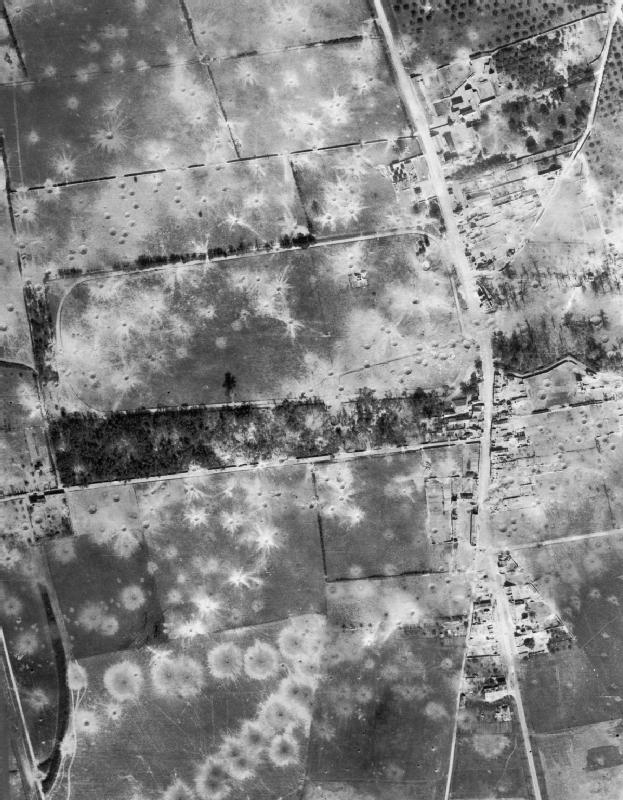
Wioska Cagny z lotu ptaka po alianckich nalotach z 18 lipca

Gdy 2 Pułk Fife and Forfar Yeomanry przeszedł obok Cagny, został zaatakowany działami przeciwpancernymi rozmieszczonymi na wschód od wioski. W ciągu kilku minut co najmniej dwanaście czołgów zostało zniszczonych. Yeomanry przesunęli się na południe, gdzie zostali zaatakowani przez główną niemiecką linię dział na wzgórzu, podczas gdy 3 Królewski Pułk Pancerny przesunął się na zachód i wdał się w wymianę ognia z niemieckim garnizonem w Grentheville, zanim przemierzył wioskę i ruszył wzdłuż południowych obrzeży Caen, w kierunku Bras i Hubert-Folie. To, co zostało pomyślane jako wspólny atak na wzgórze Bourguébus trzech dywizji pancernych, stało się nieskoordynowanym natarciem dwóch pułków, niewidocznych dla siebie nawzajem, dziesiątkowanych przez ciężki niemiecki ostrzał. O 11:15 Brytyjczycy dotarli do wzgórza i wiosek Bras oraz Bourguébus. Zadali pewne straty niemieckim czołgom, ale próby dalszego natarcia zostały zatrzymane przez zdecydowany opór, w tym ostrzał z punktów oporu na tyłach, które zgodnie z planem zostały ominięte.
Gen. Eberbach zarządził kontratak, „nie jako ruch defensywny, ale pełną szarżę sił pancernych”. 1 Dywizja Pancerna SS miała zaatakować przez wzgórze, podczas gdy w rejonie Cagny 21 Dywizja Pancerna spróbowała odzyskać utracone tereny. Niemieckie czołgi zaczęły przybywać około południa. Myśliwce bombardujące Hawker Typhoon wyposażone w rakiety RP-3 były kierowane na niemieckie czołgi w rejonie wzgórza przez koordynatorów lotniczych w ciągu całego popołudnia, opóźniając i ostatecznie rozbijając niemiecki kontratak. Ostateczna próba szturmu na wzgórze została odparta, ale Brytyjczycy stracili 16 czołgów, zniszczyli zaś sześć Panter.
Tuż przed 10:00 Dywizja Pancerna Gwardii Irlandzkiej dogoniła 11 Dywizję Pancerną i ruszyła w kierunku Cagny. Do 12:00 jej wiodące elementy zostały zatrzymane i zaangażowane w walkę. Niemiecki kontratak przeciwko 2 Pułkowi Pancernemu Gwardii Irlandzkiej w wykonaniu 19 czołgów z 21 Dywizji Pancernej i Tygrysów 503. batalionu czołgów ciężkich nie powiódł się, gdy niemieckie maszyny znalazły się pod ostrzałem z ich własnych dział i dwa Tygrysy zostały obezwładnione. Odosobniony Tygrys Królewski, próbujący manewrować, został zaskoczony przez czołg Sherman z Gwardii Irlandzkiej, który również odłączył się od swojej jednostki. Załoga Shermana wystrzeliła do Tygrysa, ten odgryzł się trafienie, które unieruchomiło Shermana, po czym ogień przeciwpancerny innych jednostek brytyjskich przebił pancerz Tygrysa. Obie załogi porzuciły pojazdy, po czym większość niemieckich czołgistów została schwytana. 503. batalion czołgów ciężkich zaatakował później Pułk Gwardii Coldstream, ale został zmuszony do wycofania się przez zmasowany ogień przeciwpancerny. Żołnierze 2 Pułku Gwardii Irlandzkiej poświęcili resztę dnia, aby zdobyć Cagny, w którym Niemcy porzucili swoje pozycje, gdy do wioski weszła piechota. Próby wznowienia ataku spotkały się z silnym niemieckim oporem. Jedynym elementem 7 Dywizji Pancernej, który wszedł do bitwy, był 5 Królewski Pułk Pancerny. O 17:00 w pobliżu Cuverville obezwładnił on dwa Panzer IV za cenę utraty czterech czołgów, a następnie oczyścił Grentheville, wcześniej ominięte przez 3 Pułk. Niemiecki kontratak w sile sześciu czołgów spalił na panewce po utracie dwóch z nich.

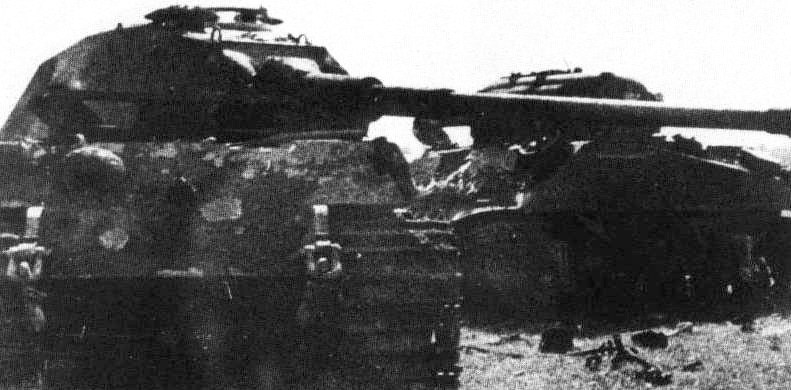
Sherman (po prawej) 2 Pułku Pancernego Gwardii Irlandzkiej po staranowaniu Królewskiego Tygrysa (po lewej) podczas walk w pobliżu Cagny

11 Dywizja Pancerna wycofała się wieczorem na linię kolejową Caen–Vimont, a czołgi rezerwy zostały skierowane do wszystkich dywizji, przy czym 11 Pancernej dano pierwszeństwo w przyjmowaniu uzupełnień. Niemieckie zespoły techniczno-inżynieryjne ruszyły naprzód, aby odzyskać i naprawić jak najwięcej uszkodzonych czołgów, ponieważ dostępnych było niewiele maszyn w rezerwie. Powstała przerwa w linii frontu pomiędzy Emièville i Troan, niezauważona przez Brytyjczyków. Została zamknięta w nocy przez 12 Dywizję Pancerną SS, która straciła po drodze dziesięć czołgów w wyniku ataków z powietrza. Kilka drobnych niemieckich kontrataków zostało wyprowadzonych ze wzgórza; pierwszy o zmierzchu został rozbity przez brytyjską artylerię i ogień przeciwpancerny, który zniszczył jedną Panterę i Tygrysa, drugi po zmroku, prowadzony przez zdobycznego Shermana w roli konia trojańskiego, został odparty po tym, jak Sherman i dwie Pantery zostały wyeliminowane przez brytyjską baterię artyleryjską. W nocy niemieckie bombowce zrzucały flary nad przeprawami przez rzekę Orne, które następnie zostały zaatakowane z powietrza. Jeden most został lekko uszkodzony, a kwatera główna 11 Dywizji Pancernej została trafiona, podobnie jak niektóre załogi czołgów, które przeżyły walkę.
Podczas starć pod Cagny Dywizja Pancerna Gwardii Irlandzkiej straciła 15 zniszczonych czołgów i 45 uszkodzonych. 11 Dywizja Pancerna utraciła 126 czołgów, choć tylko 40 z nich zostało definitywnie zniszczonych; reszta była w różnym stopniu uszkodzona lub się zepsuła. Utrata 126 czołgów z 219–244 czołgów, które przekroczyły linię wyjściową, była spodziewaną wysokością strat w operacji Goodwood. Michael Reynolds pisze o co najmniej 125 straconych czołgach, zaś Christopher Dunphie podaje liczbę 128 utraconych maszyn. Wszystkie dywizje pancerne poniosły 521 ofiar śmiertelnych w ciągu dnia, z czego Dywizja Pancerna Gwardii Irlandzkiej straciła 127 ludzi, 7 Dywizja Pancerna poniosła 48 ofiar, a 11 Dywizja Pancerna – 336. Na wschodniej flance 3 Dywizja Piechoty miała udany dzień, zdobywając wszystkie swoje cele oprócz Troarn.

### Operacja Atlantic
Na froncie wojsk kanadyjskich operacja Atlantic rozpoczęła się 18 lipca o godz. 8:15 od ostrzału artyleryjskiego, a dwadzieścia minut później ruszyła piechota oraz czołgi. O 8:40 brytyjska piechota ze 159 Brygady Piechoty wkroczyła do Cuverville; wioska i jej okolice zostały zabezpieczone do 10:30, ale patrole wykazały, że Démouville trzyma się mocno, a próby zdobycia tego drugiego celu zostały opóźnione podczas przegrupowania oddziałów piechoty. Przez pozostałą część dnia powolny ruch w kierunku południowym postępował wraz z niszczeniem kolejnych pozycji niemieckich. Łącząc się ze swoim wsparciem pancernym przed nocą, piechota okopała się w okolicach Le Mesnil-Frèmentel.

### 19–20 lipca
Niemieckie siły pancerne kontratakowały późnym popołudniem 19 lipca oraz przez cały dzień 20 lipca – walki trwały na wzniesieniach i wokół Hubert-Folie, zatrzymując atak aliantów.

## Następstwa

### Analiza

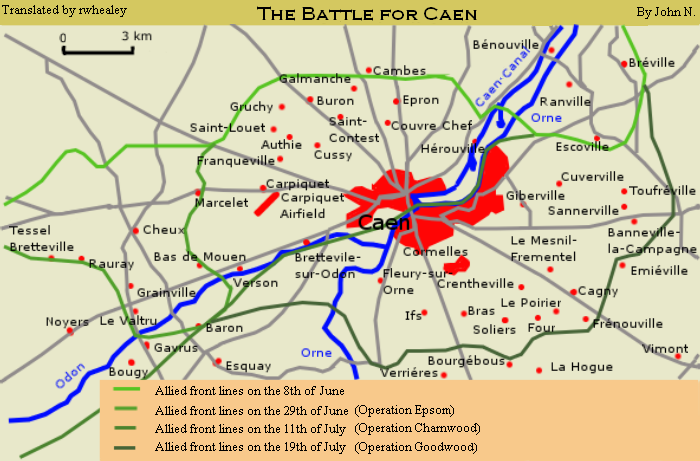
Terytorium zdobyte w operacjach Atlantic i Goodwood

Taktycznie Niemcy odparli ofensywę, utrzymując większość ze swoich głównych pozycji i zapobiegając przełamaniu frontu przez aliantów, ale zaskoczył ich ciężar ataku i bombardowań z powietrza. Było jasne, że każdy system obronny o głębokości mniejszej niż 8 km może zostać pokonany jednym uderzeniem, a Niemcy mogli sobie pozwolić na tak silną obronę tylko w sektorze na południe od Caen. Operacja Goodwood przyniosła Brytyjczykom rozszerzenie swoich zdobyczy terytorialnych o 11 km na wschód od Caen; południowe przedmieścia miasta zostały zdobyte przez Kanadyjczyków podczas operacji Atlantic.
Atak utwierdził Niemców w przekonaniu, że największe niebezpieczeństwo grozi ich wschodniej flance. Gdy niemieckie posiłki pancerne przybyły do Normandii, zostały wciągnięte w bitwy obronne na wschodzie i zniszczone. Do końca lipca tylko półtora dywizji pancernej stanęło w obliczu sił amerykańskich na zachodnim krańcu frontu, w porównaniu z sześcioma i pół dywizji przeciwko Brytyjczykom i Kanadyjczykom na wschodnim skraju przyczółka. Niemiecka obrona w Normandii była bliska upadku, kiedy operacja Cobra złamała cienką „skorupę” obronną na zachodzie i niewiele niemieckich jednostek zmechanizowanych było dostępnych do kontrataku w tamtym rejonie. Martin Blumenson, amerykański historyk wojskowości, napisał po wojnie, że gdyby operacja Goodwood doprowadziła do przełamania linii frontu „Cobra prawdopodobnie byłaby niepotrzebna”. Operacja ta spowodowała wśród niemieckich obrońców znaczne straty, ale nie zadała im decydującego ciosu. Wpływ na morale niemieckich dowódców był większy, w dodatku potęgowała go utrata Rommla, który został ranny w ataku lotniczym RAF. Feldmarsz. Günther von Kluge stracił swój wczesny optymizm w związku z mianowaniem go na stanowisko von Rundstedta i napisał list do Hitlera 21 lipca, którym przewidywał bliski upadek.
Operacja Goodwood rozpoczęła się w czasie narastającej frustracji w wyższym dowództwie aliantów, co przyczyniło się do kontrowersji wokół samej operacji. Przyczółek aliancki miał około 20 procent planowanej w tym czasie wielkości, co doprowadziło do zatorów i obaw o impas w działaniach. Dowódcy alianccy nie byli w stanie wykorzystać swoich potencjalnie decydujących atutów w zakresie mobilności w czerwcu i na początku lipca 1944 r. Wiele kontrowersji narosłych wokół celów bitwy wywodzi się ze sprzecznych wiadomości przekazywanych przez Montgomery’ego. Pierwszego dnia opowiedział on prasie o celach operacji Goodwood, stwierdziwszy później, że była to jedynie propaganda zachęcająca Niemców do utrzymywania potężnych jednostek na wschodnim krańcu frontu w Normandii.
Planując operację Goodwood, Montgomery zdawał się obiecywać, że atak zakończy się przełamaniem frontu, a kiedy atak VIII Korpusu nie powiódł się, według niektórych relacji Najwyższy Dowódca Alianckich Sił Ekspedycyjnych, gen. Dwight Eisenhower czuł, że został wprowadzony w błąd. Podczas gdy jego przerywana komunikacja z SHAEF potwierdzała doniesienia o spodziewanym przełomie, Montgomery pisał swoim podwładnym rozkazy o ograniczonym ataku. Kopie rozkazów przekazanych do SHAEF wzywały 7 Dywizję Pancerną do zajęcia Falaise, miasta położonego daleko na tyłach Niemców. Trzy dni przed atakiem Montgomery zrewidował rozkazy, skreślając Falaise jako cel, ale zaniedbał przekazanie kopii poprawki do SHAEF; Eisenhower był później wściekły na wynik operacji, który prześladował Montgomery’ego, ponieważ pozwolił jego krytykom, zwłaszcza marszałkowi lotnictwa Arthurowi Tedderowi, sugerować, że operacja zakończyła się niepowodzeniem.

Stephen Biddle napisał, że operacja Goodwood była znaczącym niepowodzeniem taktycznym dla Montgomery’ego. Pomimo przeważającej siły na lądzie i przewagi w powietrzu brytyjski postęp był powolny i ostatecznie atakującym nie udało się przebić przez niemiecką obronę. Montgomery wybrał niezwykle wąską drogę natarcia o szerokości zaledwie 2 km, co nadmiernie zatłoczyło drogę ataku. Brytyjskiej piechocie brakowało doświadczonych młodszych oficerów i podoficerów, co hamowało taktykę małych jednostek. Według analizy Biddle’a: 

Brytyjczycy nie potrafili skoordynować ruchu i ognia różnych rodzajów wojsk już późnym rankiem pierwszego dnia operacji. Do tego czasu atak wyszedł poza zasięg brytyjskich baterii po północnej stronie rzeki Orne, a zatłoczenie na trasie marszu kolumny uniemożliwiło artylerii przesunięcie się na nowe pozycje. Rezultatem był odsłonięty, zmasowany atak niemal samych czołgów, napierających szybko do przodu, bez wsparcia piechoty i tłumienia stanowisk ogniowych wroga

Natomiast Niemcy dołożyli wielkich starań, aby ukryć swoje siły – poruszając się pod osłoną ciemności, z dala od głównych dróg, w małych jednostkach i przestrzegając konsekwentnie ciszy radiowej.

### Straty
Simon Trew napisał, że „pierwsze szacunki strat alianckich podczas operacji Goodwood wydawały się przerażające, 2 Armia straciła 4011 ludzi”. G.S. Jackson oszacował straty w dywizjach pancernych w dniach 18–19 lipca na 1020 ludzi. Michael Reynolds zacytował dziennik wojenny 21 Grupy Armii poświęcony ofiarom w I i VIII Korpusie, mówiący o 3474 ofiarach. Operacja Atlantic kosztowała Kanadyjczyków od 1 349 do 1 965 ofiar. Trew uważa, że „nigdy nie można będzie dokonać jednoznacznej oceny” w odniesieniu do strat obu stron. W 2014 r. John Buckley podniósł do 5500 liczbę ofiar operacji Goodwood i Atlantic.
Według Simona Trew, podczas operacji Goodwood wzięto do niewoli ponad 2 tys. niemieckich jeńców, a ok. 100 czołgów zostało zniszczonych. Jackson również podał liczbę 100 wyeliminowanych niemieckich czołgów. W oficjalnej historii armii brytyjskiej major Lionel Ellis napisał, że 1 i 21 Dywizja Pancerna straciły 109 czołgów pierwszego dnia bitwy. Reynolds odnotował 77 niemieckich czołgów lub dział szturmowych, które zostały zniszczone lub obezwładnione podczas operacji i napisał, że doniesienie o zniszczeniu 75 czołgów lub dział szturmowych – jak stwierdzono w powojennym wywiadzie dowódcy 11 Dywizji Pancernej dla brytyjskiego personelu tworzącego film szkoleniowy na temat operacji, „można uznać za dokładne”. Michael Tamelander napisał, że Panzergruppe West odnotowało utratę 75 czołgów w okresie od 16 do 21 lipca.
Wiele dyskutowano o stratach brytyjskich sił pancernych podczas operacji Goodwood, ponieważ straty w czołgach podawano w bardzo szerokim przedziale 300–500. Oprócz strat VIII Korpusu, około 20 czołgów zaginęło podczas operacji flankujących. Reynolds napisał, że analiza zapisów sugeruje, iż maksymalna liczba czołgów utraconych podczas operacji Goodwood wynosiła 253, z których większość była uszkodzona, a nie zniszczona. Tamelander i Niklas Zetterling napisali, że podczas operacji Goodwood 469 czołgów zostało utraconych przez wszystkie dywizje pancerne (w tym 131 czołgów 19 lipca i 68 czołgów 20 lipca), ale większość z nich można było naprawić. Trew odrzucił te liczby i napisał, że po wielu badaniach, straty VIII Korpusu ustala na 197 czołgów 18 lipca, 99 czołgów 19 lipca i 18 czołgów 20 lipca, „w sumie 314, z czego 130 zostało całkowicie zniszczonych”. Stwierdził również, że „powrót czołgów do VIII Korpusu w dniach 18–21 lipca pokazuje utratę 218 czołgów, których nie można było naprawić ani natychmiast wymienić, w tym 145 czołgów z 11 Dywizji Pancernej”. W 2014 roku Buckley napisał, że 400 brytyjskich czołgów zostało obezwładnionych, ale wiele z nich odzyskano i oddano ponownie do użytku, chociaż pogorszyło się morale części załóg.